# Образовање за социјални рад
Образовање за социјални рад су формалне студије и пратеће искуство које за циљ имају припрему социјалних радника за преузимање професионалне улоге. Образовање укључује екстензивно квалитетно образовање што обухвата стицање знања и вештина из свих методских комплекса социјалног рада као и стицање адекватног образовања из социологије, економије, политичке теорије, менаџмента, психологије, методологије истраживања, психологије, културе и мултикултуралности окружења у коме ће радити и сл. Сматра се да се образовање не завршава стицањем титуле и зато свака акредитована школа социјалног рада нуди курсеве и специјалистичке студије.